# Карминен пчелояд
Карминеният пчелояд (Merops nubicus) е вид птица от семейство Meropidae.

## Разпространение и местообитание
Разпространен е в Бенин, Буркина Фасо, Гамбия, Гана, Гвинея, Гвинея-Бисау, Еритрея, Етиопия, Камерун, Кения, Демократична република Конго, Кот д'Ивоар, Либерия, Мавритания, Мали, Нигер, Нигерия, Сенегал, Сиера Леоне, Сомалия, Судан, Танзания, Того, Уганда, Централноафриканската република, Чад и Южен Судан.
Съществува хипотезата, че ареалите на карминения пчелояд са тясно свързани с наличието на вторични льосови наслаги.

## Описание
Подобно на другите пчелояди, видът е многоцветен, основно в карминено червено оперение, но със сини глава и гърло и отличителни черни пера около очите подобни на маска. Очите са червени на цвят, а човката е черна, тънка и остра, леко извита. Централните опашни пера са удължени.
Двата пола си приличат по оперение, младите птици се различават от възрастните по липсата на удължените централни опашни пера и розовото-кафявата окраска на гърба, двата страни и зоната между гърдите и корема.

## Поведение

### Размножаване
Карминените пчелояди гнездят на големи колонии в скални пукнатини, близо до бреговете на реги, където използват човките си за прокопаване на дълги хоризонтални тунели за гнездене, често 2,5 метра и повече. Някои колонии се състоят само от няколко гнезда, други може да достигнат стотици гнездящи индивиди. Едно и също място може да се използва за гнездене през няколко поредни години преди цялата колония да се премести на друго място. Женската снася от три до пет яйца наведнъж.

### Хранене
Диетата на карминения пчелояд се състои основно от пчели и други летящи насекоми, като летящи мравки, скакалци и щурци. Основната им стратегия е да наблюдават от някое високо място летящите насекоми и внезапно да се стрелват и улавят във въздуха.